# Johann Luzius Isler

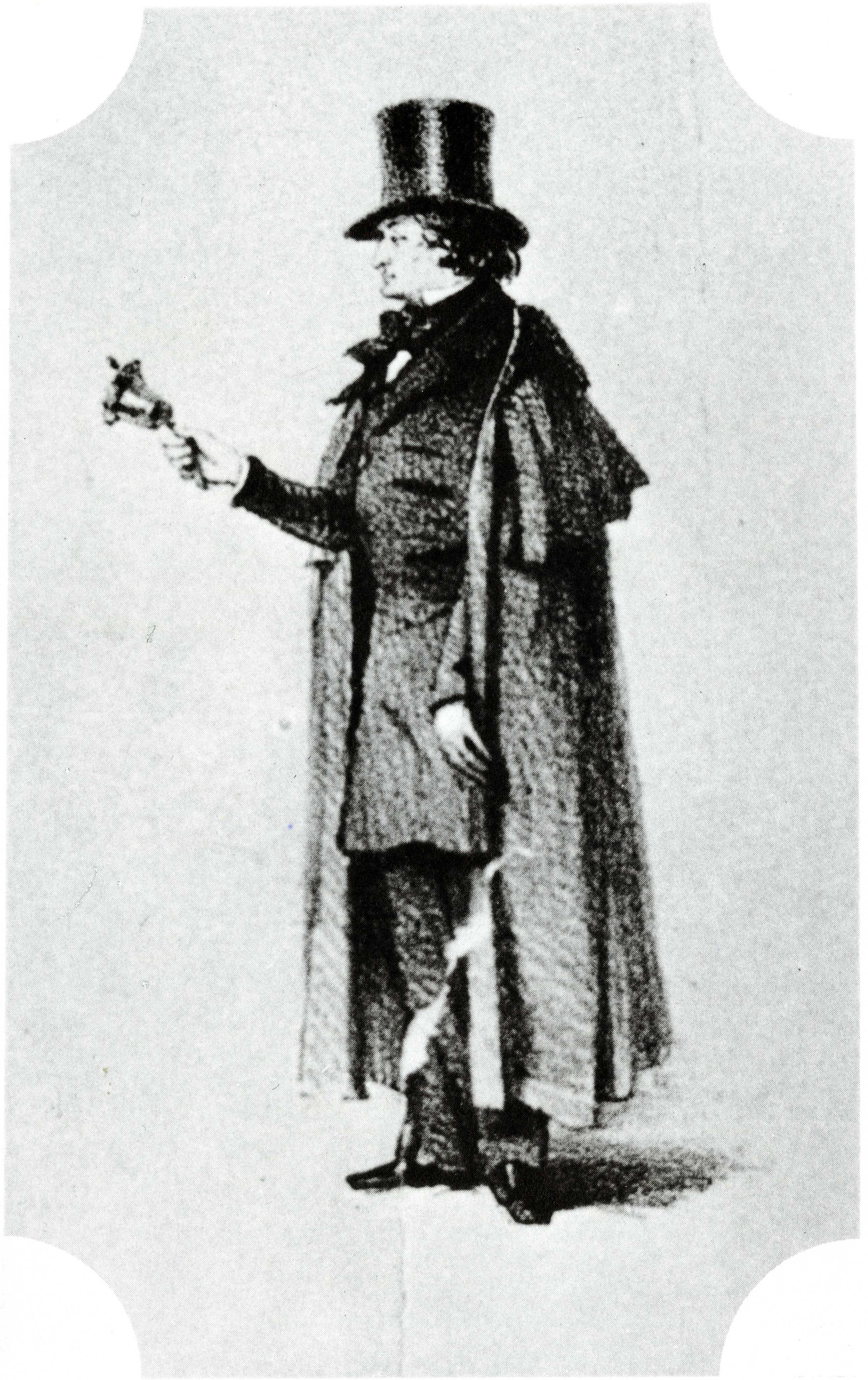
Johann Luzius Isler (1852)

Johann Luzius Isler alias Ivan Ivanovič Izler (russ. Иван Иванович Излер) (* 4. August 1810 in Davos Platz; † 20. September 1877 in St. Petersburg) war ein Bündner Konditor, der Mitte des 19. Jahrhunderts ein grosses Gastronomieimperium in St. Petersburg aufbaute.

## Leben und Wirken

### Kindheit und Auswanderung nach Russland

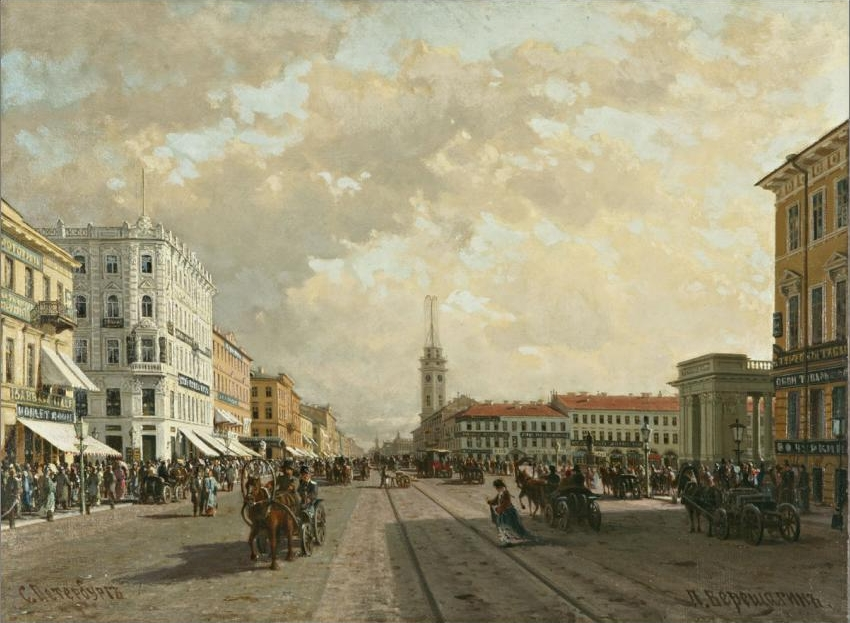
Newski-Prospekt in St. Petersburg. Gemälde von Pjotr Petrowitsch Wereschtschagin (1834–1886)

Als Kind wanderte Johann während der Hungerjahre 1816/1817 mit seiner Familie nach St. Petersburg aus. Sein Vater, ein Bündner Zuckerbäcker, starb bereits 1818. Seine Mutter, die nach dem Tod ihres Mannes nicht in die Schweiz zurückkehrte, heiratete 1825 den Fideriser Konditormeister Hans Ulrich Auer. Das Konditorenhandwerk erlernte Johann Luzius von seinem Stiefvater.
1832 heiratete Isler Johanna Dorothea Ritz à Porta, deren Vater ebenfalls ein Café-Restaurant in St. Petersburg führte.

### Gastronomieunternehmer
Anfangs der 1830er-Jahre arbeitete Johann Lucius Isler als Oberkellner bei Andreas Ambühl in dessen Café am Newski-Prospekt Nr. 40. Nachdem dieser 1836 als wohlhabender Mann nach Davos zurückgekehrt war, kaufte Isler das Geschäft und erweiterte es. Wenige Jahre später eröffnete er nach dem Vorbild seines Schwiegervaters ein weiteres gehobenes Café.

### Vergnügungsunternehmer

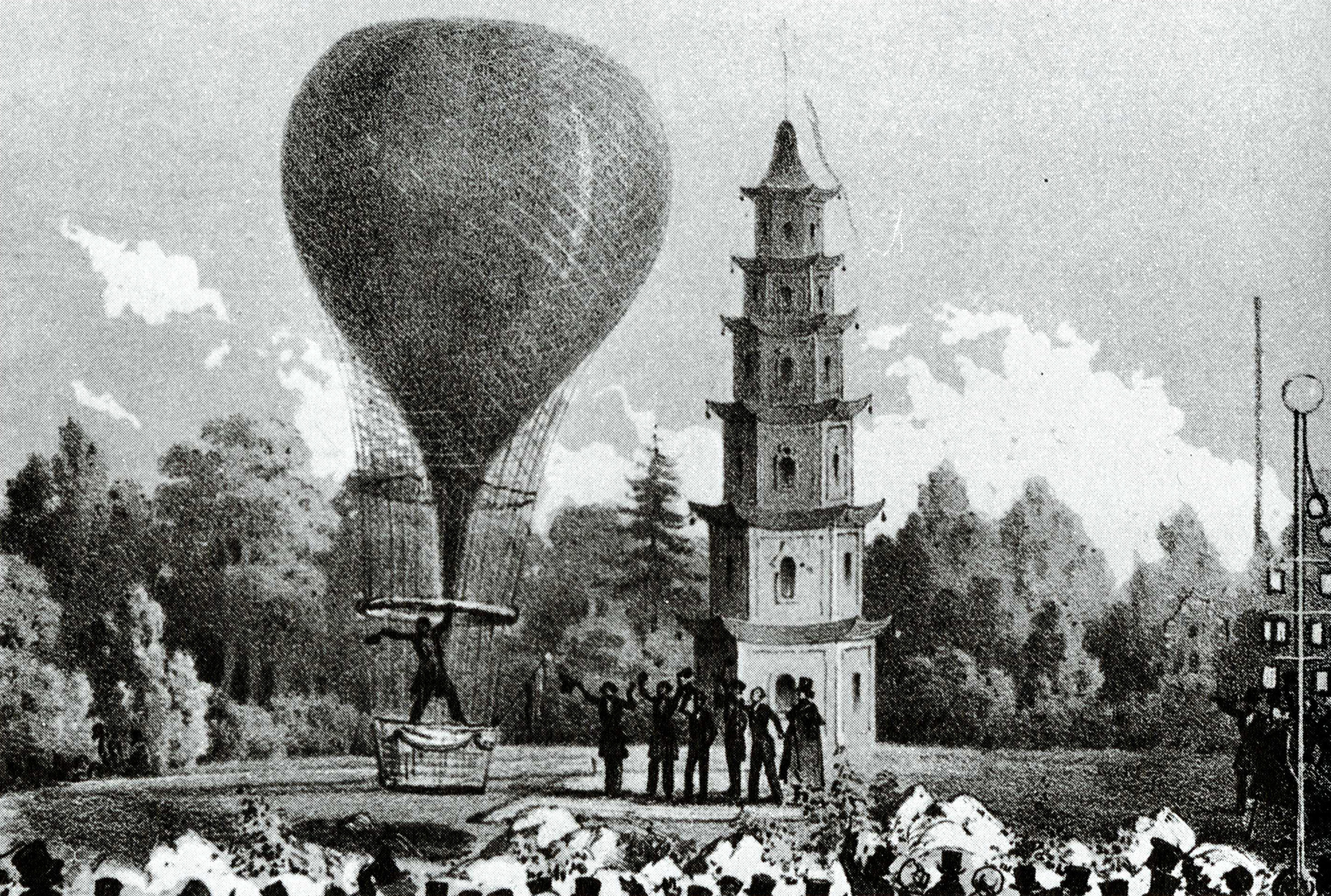
Ballonaufstieg in Islers Mineralwasser-Anstalt (1852)

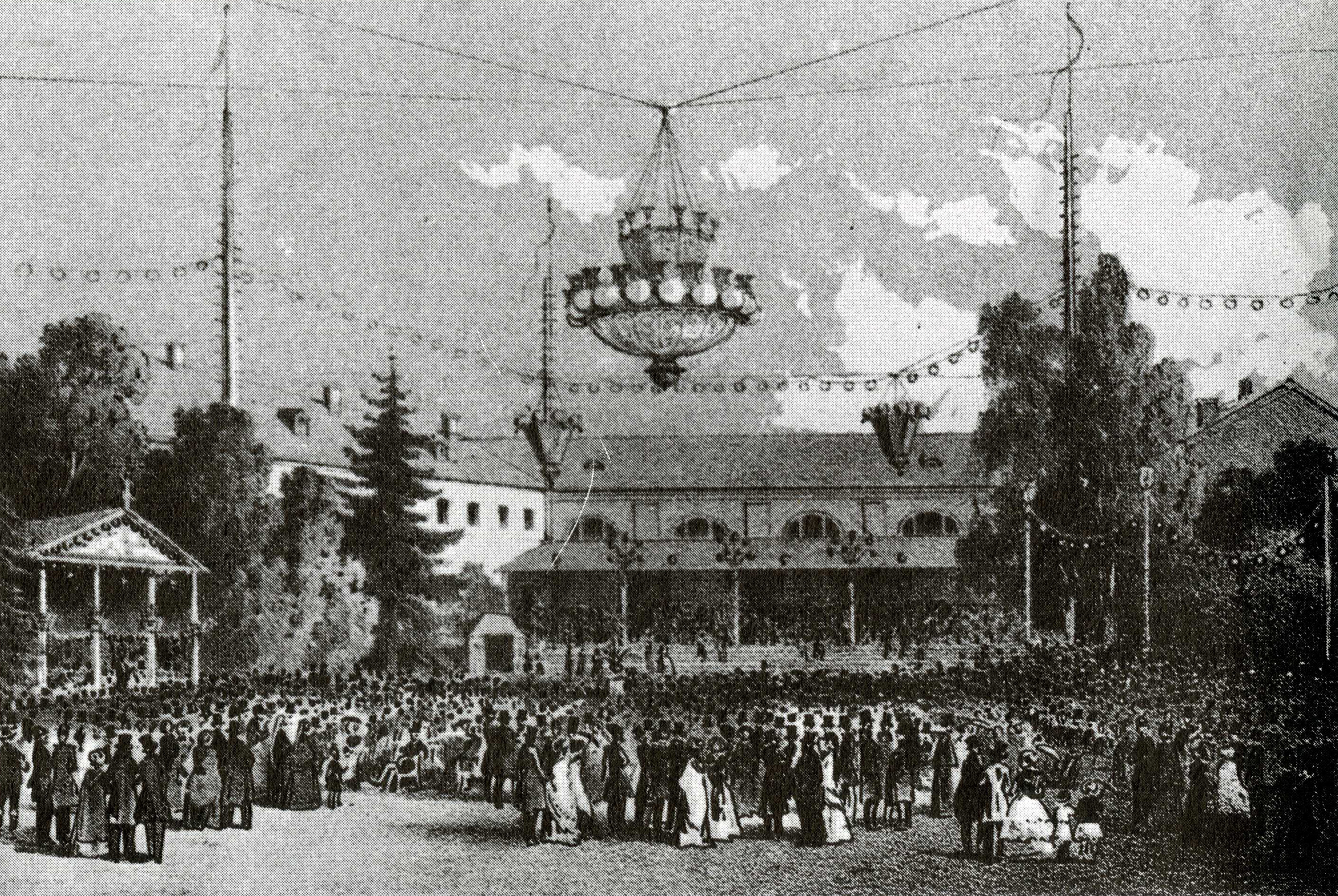
Mineralwasser-Anstalt St. Petersburg (1852)

1843 erfolgte sein Einstieg als Vergnügungsunternehmer: Isler, der sich in Russland «Ivan Ivanovič Izler» nannte, eröffnete den Tivoli-Park in Poljustrovo (heute ein Stadtteil von St. Petersburg). Nur fünf Jahre später folgte die Eröffnung der Isler’schen Mineralwasser-Anstalt in Nowaja Derewnja, einem Park im Nordwesten der Stadt. Dieser Vergnügungspark, zu dem auch ein Bad gehörte, vermochte bis zu 10'000 Besucher zu fassen. Eine zeitgenössische Quelle berichtet über den Park:

„Dieses Etablissement ist dem Krollschen Vergnügungsorte im Thiergarten bei Berlin und dem Pariser Prè-Catalan an die Seite zu stellen, gewährt aber dem Publikum für den hohen Eintrittspreis von 1 oder gar 1 ½ Rubel auch vielseitigere Zerstreuungen und Vergnügungen, als jene Lokale des Auslandes. Ausser dem Gartenconcerte eines ausgezeichneten Orchesters unter der Leitung eines tüchtigen Kapellmeisters sind hier noch besonders graziöse Tribünen erbaut für die besten Tyroler Sänger, die berühmte Moskauer Zigeunertruppe, welche die beliebtesten russischen Volkslieder und Romanzen vorträgt, Bühnen für die ersten Akrobaten und Gymnasten der Welt, so wie im vorigen Jahr auch Blondin hier seine Seilkünste produziert hat. In dem grossen Theatersaale mit Logen und hunderten von Lehnstühlen tragen französische, russische und deutsche Schauspieler sowie Ballettänzer dramatische Scenen, kleine Lustspiele und Ballettänze vor. In dem Garten selbst aber mit seinen blumenbekränzten Veranden und Laufen erglänzt, sobald es dunkel wird, eine brillante, zauberische Illumination.“

Anlässlich der Sommer-Soiréen traten 1850 im Rahmen der Nuits de Venice abwechselnd die Orchester des ungarndeutschen Geiger, Komponisten und Dirigenten Johann Gungl und des dänischen Kapellmeisters und Komponisten Hans Christian Lumbye auf. Lumbye hatte kurz zuvor mehrere Jahre einen festen Part im Tivoli in Kopenhagen.
Zu den Gästen des noblen "Garten Izlera" zählte auch Zar Nikolaus I. von Russland. Isler wurde zu einer weitum bekannten St. Petersburger Persönlichkeit. Durch die vielen Besucher der Stadt in der Mitte des 19. Jahrhunderts fand er nicht nur in russischen, sondern auch in ausländischen Reiseberichten Erwähnung. Die vielen Berichte und Inserate, die für die Veranstaltungen in Islers Parks warben, sind auch Fjodor Dostojewski aufgefallen. So beschreibt dieser in seinem 1866 erschienenen Roman Schuld und Sühne, wie sein Protagonist Rodion Raskolnikow die Zeitungen nach einer bestimmten Meldung durchsucht:

„Die alten Zeitungen und der Tee wurden gebracht. Raskolnikow setzte sich hin und fing an zu suchen: 'Isler – Isler – Azteken – Azteken – Isler – Bartola – Massimo – Azteken – Isler … Donnerwetter! Na, endlich die Lokalnachrichten: eine Frau von der Treppe gefallen – ein Kleinbürger infolge von Trunksucht bankerott geworden – Feuer auf den Peski – Feuer in der Peterburgskaja – nochmal Feuer in der Peterburgskaja – nochmal Feuer in der Peterburgskaja – Isler – Isler – Isler – Isler – Massimo … Ah, da ist es …“

### Wirtschaftlicher Ruin und Tod
Infolge mehrerer Brände und schlechter Konjunktur brach Islers Gastronomie- und Vergnügungsimperium zusammen. Isler starb 1877 verarmt in St. Petersburg.

## Werke
- Polnyj konditer. 1853 (dt.: Der vollendete Konditor; nur in Russisch erschienen)